# Coelioxys roigi
Coelioxys roigi là một loài Hymenoptera trong họ Megachilidae. Loài này được Fritz & Toro mô tả khoa học năm 1990.